# 海因里希亲王号装甲巡洋舰
海因里希亲王号是德意志帝国海军于二十世纪之交单独建造的一艘装甲巡洋舰，得名于德皇威廉二世的胞弟海因里希亲王。舰只于1898年12月在基尔的帝国船厂开始架设龙骨、1900年3月下水，并于1902年3月完工，造价为1658.8万黄金马克。其设计是对前级俾斯麦侯爵号的改进版本，并改用更小口径的主炮以获得更高的速度和更全面的装甲保护。海因里希亲王号为后续德国装甲巡洋舰开创了先河，它将副炮集中在舰舯，而不是像俾斯麦侯爵号一样沿着舰只长度分散布置。
海因里希亲王号在职业生涯的大部分时间里都跟随练习舰队（后称公海舰队）服役。随着第一次世界大战于1914年8月爆发，该舰于同年12月参加了针对英国海岸的行动，之后被转移至波罗的海。在那里，它主要与俄罗斯帝国海军作战，并参与了1915年8月的里加湾海战，在这场战役中，它击损了一艘俄国驱逐舰。1916年，海因里希亲王号退役，并在基尔担任多种辅助职能，其中包括用作海军人员的浮动办公室。舰只最终于1920年除籍出售，并于同年晚些时候拆解报废。

## 设计
在1900年通过的第二部德国《舰队法》中，设想建立一支由十四艘装甲巡洋舰组成的部队，用于在德国的海外殖民地服役。然而，帝国海军也需要能够跟随主舰队作战的巡洋舰，并试图设计出能够同时满足这两种任务的舰只，这主要是由于预算的限制。作为1900年《舰队法》的首个产品，海因里希亲王号的设计是在早期舰只俾斯麦侯爵号的基础上进行改良，并配备了更少的武器和更薄的装甲，以换取更高的速度和更低的成本。其设计还开创了将副炮全数集中于舰舯的先例，而不像俾斯麦侯爵号一样是沿着舰只长度分散布置。此后德国所有的装甲巡洋舰均是依照海因里希亲王号的样式发展。海因里希亲王号是作为新增编入舰队的大巡洋舰而以字母“A”为代号进行订购，并于1898年在基尔的帝国船厂开始架设龙骨。它于1900年3月22日下水，至两年后的1902年3月11日完工。新巡洋舰的建造成本为为1658.8万黄金马克。

### 整体特征及机械装置

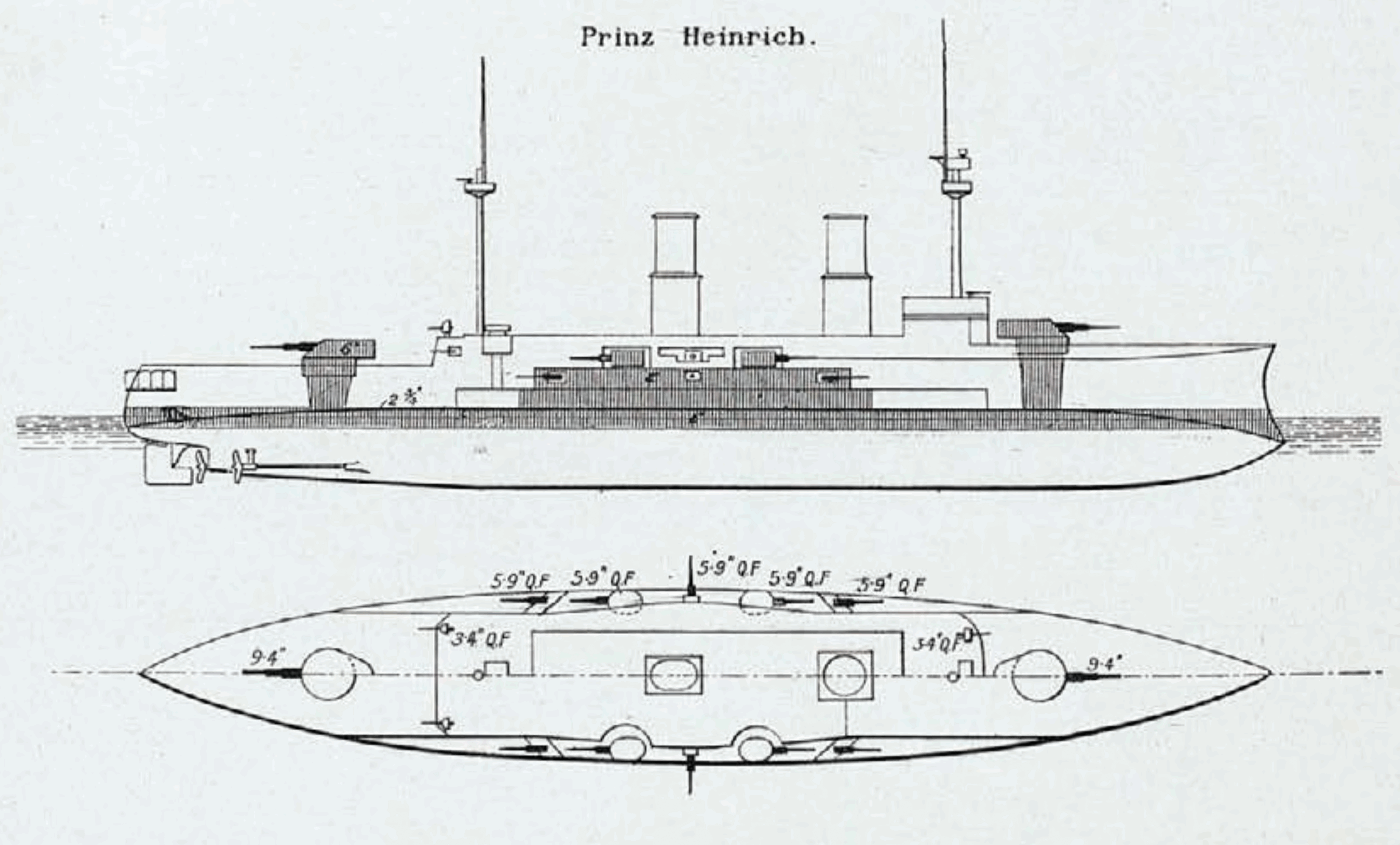
海因里希亲王号的线条画

海因里希亲王号的水线长度和全长分别为124.9（409英尺9英寸）和126.5（415英尺0英寸），有19.6（64英尺4英寸）的舷宽，以及7.65（25英尺1英寸）的前吃水和8.07（26英尺6英寸）的后吃水。它的设计排水量为8,887公噸（8,747長噸），满载排水量则可达9,806公噸（9,651長噸）。船体采用横向和纵向钢框架构造，分为十三个水密舱室和一个占龙骨长度比重为57%的双层船底。该舰被帝国海军视为运动温和的良好远洋船具，尽管它有严重的横摇倾向。其横向稳心高度为0.731米（2英尺4.8英寸）。海因里希亲王号的标准船员编制为35名军官和532名水兵。而在它担任巡洋支舰队的副司令旗舰期间，则在标准编制的基础上增配了9名军官和44名水兵。舰只还配备有一些小型舰载艇，包括2艘哨艇、1艘机动艇、1艘大舢板、2艘小汽艇、2艘高低桅帆船和2艘小划艇。
海因里希亲王号的推进系统由三台立式四缸三胀往复式蒸汽机所组成，各负责驱动一副三叶螺旋桨；其中中心桨的直径为4.28（14英尺1英寸），两个外桨则略大，直径为4.65（15英尺3英寸）。由杜塞尔多夫-拉廷格圆筒锅炉厂（Düsseldorf-Ratinger Röhrenkesselfabrik）生产的十四台杜尔锅炉可在高达15个标准大气压（1500千帕）的压力下为发动机提供蒸汽。推进系统的额定功率为15,000匹指示馬力（11,000千瓦特），最高速度为20節（37每小時）。尽管在海上试航期间，海因里希亲王号的发动机曾达到15,694匹指示馬力（11,703千瓦特）的最大功率，但仍然只能维持19.9節（36.9每小時）的最高速度。舰只的设计贮煤量为900公噸（890長噸），但额外的贮存量却高达1,590公噸（1,560長噸）。这使得它能够以18節（33每小時）的速度航行2,290海里（4,240）；若将航速调低为10節（19每小時），则巡航距离可延长至4,580海里（8,480）。

### 装甲保护
海因里希亲王号受到克虏伯渗碳钢的保护。主装甲带在舰只的中央部位有100（3.9英寸），用于保护弹药舱、轮机舱和其它一些重要区域。装甲带向舰只两端延伸逐渐减弱至80（3.1英寸），舰艏及舰艉则不设装甲。整条装甲带都由同等厚度的柚木板材作支承。甲板的装甲厚度为35至40（1.4至1.6英寸），并在舷侧以50（2.0英寸）厚的斜面装甲与主装甲带相连。前司令塔具有150（5.9英寸）厚的侧部和30（1.2英寸）厚的顶部；后司令塔所受到的保护则要少得多，仅以12（0.47英寸）厚的钢板覆盖。主炮炮塔也有150毫米厚的侧部和30毫米厚的顶部。150毫米炮的炮塔为100毫米厚，而廓装炮则设有厚度为70（2.8英寸）的炮挡。炮廓本身的钢板则有100毫米厚。

### 武器装备
海因里希亲王号装备有各式武器。其主舰炮为两门安装在单座炮塔上的240毫米40倍径速射炮，设于中央舰艛的两端。这些炮各提供75发弹药；可降至-4度俯角和提升至30度仰角，最大射程为16,900（18,500碼）。它们在发射140（310英磅）穿甲弹的初速为835每秒（2,740英尺每秒）。舰只的副炮由十门150毫米40倍径速射炮组成。其中六门安装在舰舯两侧的炮廓内，其余四门则安装在炮廓上方船体的炮塔内。这些炮每门配备有120发弹药，在发射40（88英磅）炮弹时的初速为800每秒（2,600英尺每秒）。炮管可提升至25度仰角，射程为13,700（15,000碼）。
海因里希亲王号携带有十门88毫米30倍径速射炮用于防御鱼雷艇。这些炮各配备有250发弹药，在发射7（15英磅）炮弹时的初速为670每秒（2,200英尺每秒）。其最大射程为7,300（8,000碼），可提升至20度仰角。舰只武器原本还包括有四门机炮，但它们在后来遭到拆除。此外，舰只还安装有四具450（17.7英寸）鱼雷发射管；其中一具布设在舰艉的旋转支架上，一具浸没在舰艏的水线下方，另外两具则浸没在船体两侧、与前炮塔平行。

## 服役历史

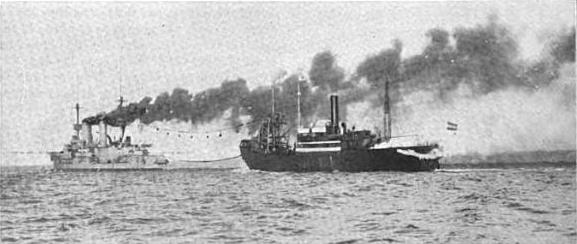
海因里希亲王号通过赫尔曼·绍伯号加煤

在1902年竣工后，海因里希亲王号开始跟随练习舰队服役。它获委任为巡洋支舰队的旗舰，部队成员还包括有大巡洋舰维多利亚·路易丝号和八艘小巡洋舰。1902年8月，它陪同德皇威廉二世搭乘的皇家游艇霍亨索伦号前往雷瓦尔，并在当地参加了与俄罗斯帝国海军的联合舰队演习。1904年1月，海因里希亲王号携两艘客轮前往因大火而受灾的挪威市镇奥勒松。这些舰船向港口运送了补给品和医疗物资，并协助救灾工作。随着新的大巡洋舰腓特烈·卡尔号入役，海因里希亲王号于1905年被转配至巡洋支舰队的第二小队。第二小队的成员还包括有小巡洋舰阿科纳号、汉堡号和阿玛宗号，并隶属于活动舰队的第二分舰队。
1907年2月，海因里希亲王号搭载米勒装置（Miller apparatus）进行了一系列测试，这是美国海军在海上为军舰提供补给的设备。测试是与煤船赫尔曼·绍伯号（Hermann Sauber）共同完成；首次测试于2月17日进行，结果船员每小时能够传送56短噸（51公噸）燃煤。22日，两艘舰只在恶劣的天气条件下又进行了另一次测试，并取得了类似的结果。海因里希亲王号于1914年进入基尔帝国船厂的旱坞进行现代化改造。其探照灯的布局有所改进，上层甲板的舷墙被拆除，桅杆也得到更新。改造完成后，舰只重返舰队服役。

### 第一次世界大战
1914年7月底，随着欧洲列强之间的战争浪潮，英国于8月5日正式向德国宣战。海因里希亲王号参加了德军在北海的第二轮主要攻势，即1914年12月15－16日的炮击哈特尔浦。海因里希亲王号，连同罗恩号和一支鱼雷艇区舰队组成了公海舰队的先锋，受海军上将腓特烈·冯·英格诺尔指挥。主舰队的任务是对正炮击英国沿岸、由海军少将弗朗茨·冯·希佩尔率领的第一侦察集群战列巡洋舰提供远程掩护。15日夜晚，由十二艘无畏舰和八艘前无畏舰组成的德国战列舰编队一度驶至距离英国一个孤立分舰队的六艘战列舰约10海里（19）范围内。然而，与对方其它驱逐舰之间在黑暗中的零星冲突使得英格诺尔误判自己面对的是整个大舰队主力。根据德皇威廉二世的谕令，为避免不必要的冒险，英格诺尔中断了交战并调转舰队返回德国。行动结束后，已有十二年舰龄的海因里希亲王号被认为在对抗强大的英国大舰队的行动中没有任何价值，因此被转移至波罗的海以对抗俄国的波罗的海舰队。

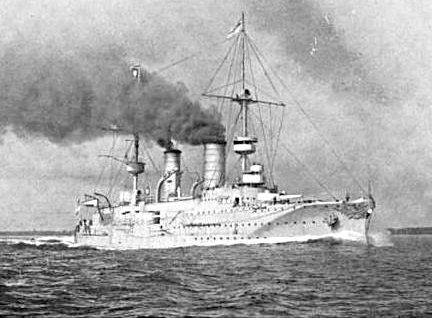
高速航行中的海因里希亲王号

1915年，时任波罗的海侦察部队司令的海军少将阿尔贝特·霍普曼，与德国陆军一同对利鲍发动了一次大规模攻击，试图占领这座城市。这次袭击发生于5月7日，主力由大巡洋舰海因里希亲王号、罗恩号和阿达尔贝特亲王号，老旧的岸防舰贝奥武夫号，以及小巡洋舰奥格斯堡号、忒提斯号和吕贝克号所共同组成。它们得到了一些驱逐舰、鱼雷艇和扫雷舰的护航。而公海舰队的第四侦察集群也从北海分遣而来，对行动提供掩护。炮击按计划进行，但驱逐舰V107号却不慎触及布设于利鲍港湾内的水雷，炸掉了舰艏并摧毁了该舰。尽管如此，德国陆军还是在地面进攻中取得胜利，进而占领了利鲍。
同年7月1日，由巡洋舰罗恩号、奥格斯堡号、吕贝克号和七艘驱逐舰组成的区舰队在布雷巡洋舰信天翁号的护航下，于博斯凯尔北部完成了布设雷区的任务。返航途中，区舰队分成了两个部分：奥格斯堡号、信天翁号和三艘驱逐舰去往利克斯赫夫特，其余舰只则驶向利鲍。前者遭到了一支强大的俄国分舰队拦截，它由三艘装甲巡洋舰和两艘轻巡洋舰组成，受海军少将米哈伊尔·巴希列夫指挥。德国区舰队指挥官、海军准将约翰内斯·冯·卡普夫遂命令航速较慢的信天翁号驶往中立的瑞典海域，并召回罗恩号和吕贝克号，奥兰群岛海战就此展开。海战期间，信天翁号于哥得兰岛附近搁浅，奥格斯堡号逃脱，罗恩号则在双方脱离接触前曾与俄国分舰队短暂交火。得知情况后，霍普曼亲率海因里希亲王号和阿达尔贝特亲王号出击前往支援卡普夫。在途中，它们遭遇到英国潜艇E9号，后者发射的鱼雷更是击中了阿达尔贝特亲王号。霍普曼于是中断了行动，并带着受损的巡洋舰返回港口。
1915年8月爆发的里加湾海战期间，德国在波罗的海的海军力量得到了公海舰队的增援。德国人试图肃清里加湾内的俄国兵力，并铺设防御雷区，以防止俄国人反击。第一战列分舰队的战列舰为主力军，尽管海因里希亲王号和其它被派往波罗的海的老旧舰船也参加了战斗。8月10日，海因里希亲王号和罗恩号受命炮击设于泽雷尔、即萨雷马岛上瑟爾韋半島最南端的俄国防御工事。几艘俄国驱逐舰恰好锚泊在泽雷尔附近，被德国人炸得措手不及。海因里希亲王号和罗恩号在袭击中摧毁了一艘俄国驱逐舰。结合俄国人的顽强抵抗以及英国潜艇在该地区出没的报告——战列巡洋舰毛奇号于8月19日遭鱼雷攻击证实了这一点，导致德国海军终止了行动。
自1916年起，海因里希亲王号被移除出前线服役，转而在基尔被用作浮动的海军办公室。而当离开现役后，舰只的武器也被全数拆除。在运用生涯的剩余时间里，它还曾在基尔担当补给母舰。海因里希亲王号于1920年1月25日正式从海军名录中除籍，并于同年晚些时候出售。它最终在伦茨堡拆解报废。